# John Minnock
John Minnock (* um 1965 in Albany; † 26. Februar 2024 in Boston) war ein US-amerikanischer Jazzsänger und Betriebswirt.

## Leben und Wirken
Minnock spielte in der Highschool Baritonsaxophon und Tuba. Er schloss sein Musikstudium an der Boston University mit einem Bachelor ab. Er erfuhr eine klassische Musikausbildung; sein Gesang erinnert an Lou Rawls und George Benson. Dann absolvierte er ein betriebswirtschaftliches Masterstudium an der Washington University. Er arbeitete für Brown Brothers Harriman in Boston zunächst als Systems Business Analyst, dann als Assistent des Vizepräsidenten.
Seine nebenberufliche Karriere als Sänger begann er in Boston, wo er regelmäßig in der Encore Lounge auftrat, bevor er nach New York zog, wo er bald als fester Bestandteil der New Yorker Jazz- und Kabarettszene galt. So trat er in Clubs auf wie dem Metropolitan Room, im Triad Theater, in der Pianobar Don’t Tell Mama und in Feinstein’s 54 Below am Broadway. Um 2016 spielte er im Eigenverlag sein Debütalbum Every Day Blues ein, begleitet von Bill Duffy, Enrique Haneine, Gavi Grodsky und Carlos Mena. Um 2018 folgte das Album Right Around the Corner, das LGBTQ-Themen mit Jazz verbindet und neben eigenen Kompositionen Interpretationen von Jazz- und Kabarettklassikern wie „New York, New York“, „Skylark“ und „Do You Know What It Means to Miss New Orleans“ enthielt. Begleitet wurde er u. a. von dem Saxophonisten Dave Liebman. Der Titel seines 2020 folgenden Albums Herring Cove spielt auf einen beliebten LGBTQ+-Strand in Provincetown, Massachusetts, an. Mit Liebman, Sean Mason, Mark Lewandowski und Pablo Eluchans nahm er für Dot Time Records um 2022 das Album Simplicity auf.
John Minnock starb am 26. Februar 2024 nach kurzer Krankheit im Alter von 64 Jahren in Boston.

## Würdigung
Minnock nutzte seine dramatischen Wendungen konsequent, um die kontrastierenden Töne der Songs zu unterstreichen, schrieb Aaron Cohen im Down Beat über sein Album Herring Cove. Seine Phrasierung wechsle nahtlos von romantisch zu unbeschwert und bissig, begleitet von einer versierten Band, zu der auch der Saxophonist/Produzent Dave Liebman gehört. Sein Album Simplicity strotze nur so „vor der sanften, verführerischen Art eines Musikers, der genau weiß, was er tut und wie man es macht“, lobt Bobby Patrick in Broadway World. Wie eine sexy-männliche Version einer Peggy Lee beruhige Minnocks Stimme mit ihrer Sanftheit und bringe gleichzeitig Spannung in seine Töne, indem sie nahezu dissonante Kombinationen verwende, die die Ohren betören.
Ihm wurde von Hot House Jazz 2016 der Fans’ Decision Metropolitan Room Award verliehen.

## Diskographische Hinweise
- Herring Cove (Dot Time, 2020, mit Dave Liebman, Henrique Haneine, Carlos Mena, Pablo Eluchans)
- Simplicity (Dot Time, 2022)